# أحمد عنان
أحمد عنان (16 أغسطس 2000) هو ممثل مصري، مثل للمرة الأولى وهو في عمر 4 سنوات من خلال فيلم (واحد من الناس)، كما شارك بعد ذلك في عدة مسلسلات تليفزيونية، منها (يوميات ونيس وأحفاده، الخواجة عبد القادر، سرايا عابدين، ذات).

## أعمال

### أفلام
- باب معزول:2021-حازم
- جيران السعد:2014
- استجماتيزم:2012-قصير بيتر
- على جنب يا أسطى:2008-الطفل كريم مدحت
- عن العشق والهوى:2006-سيف عمر
- واحد من الناس:2006-مصطفى

### مسلسلات
| - إجازة مفتوحة:2021-حازم - إلا أنا 2:2021-وليد (حكاية ويبقى الأثر ) - نصيبي وقسمتك 4: 2021-حكاية أوضة وصالة - ولاد ناس:2021-باسم - قوت القلوب:2020-عاطف - قوت القلوب ج2: 2020-عاطف إبراهيم شبانة - لمس أكتاف:2019-فارس | - الشريط الأحمر:2018-تمام - ضد مجهول:2018-جاويش - اختيار إجباري:2017-زياد - أفراح القبة:2016-عباس كرم يونس (مراهقًا) - سرايا عابدين ج1، 2:2014، 2015-الأمير توفيق - بنت أسمها ذات:2013-طفل | - الخواجة عبد القادر:2012-كمال (صغيراً) - قصص الإنسان في القرآن:2012-زياد - تلك الليلة:2011-طفل - اللص والكتاب:2010-دودي حسين المرشدي - يوميات ونيس (ج6-8):2009، 2010، 2013-أمان - شريف ونص (ج1، 2):2008، 2010- شريف طفل |